# RFC Liège
Royal Football Club de Liège, cunoscut în trecut ca și Football Club Liégeois, iar după 1990 Royal Tilleur-Football Club Liégeois, este un club de fotbal belgian, cu sediul în orașul Liège. Cu un trecut glorios, astăzi evoluează în cel de-al treilea eșalon fotbalistic.

## Palmares Național
- Prima Ligă Belgiană
  - Campioană  (5) 1895-96, 1897-98, 1898-99, 1951-52, 1952-53
  - Vicecampioană (3) 1896–97, 1958-1959, 1960-1961
- Cupa Belgiei
  - Câștigătoare (1) 1989-1990
  - Finalistă (1) 1986-1987

## Meciuri în cupele europene
| Sezon     | Competiția            | Etapa          | Adversar                 | Turul I | Turul II | Baraj |
| --------- | --------------------- | -------------- | ------------------------ | ------- | -------- | ----- |
| 1963-1964 | Cupa Orașelor Târguri | preliminarii   | FC Aris Bonnevoie        | 2 – 0   | 0 – 0    |       |
| 1963-1964 | Cupa Orașelor Târguri | optimi         | Arsenal FC Londra        | 1 – 1   | 3 – 1    |       |
| 1963-1964 | Cupa Orașelor Târguri | sferturi       | Spartak ZJŠ Brno         | 2 – 0   | 0 – 2    | 1 – 0 |
| 1963-1964 | Cupa Orașelor Târguri | semifinale     | Real Zaragoza            | 1 – 0   | 1 – 2    | 0 – 2 |
| 1964-1965 | Cupa Orașelor Târguri | preliminarii 1 | Valencia CF              | 1 – 1   | 3 – 1    |       |
| 1964-1965 | Cupa Orașelor Târguri | preliminarii 2 | DOS Utrecht              | 2 – 0   | 2 – 0    |       |
| 1964-1965 | Cupa Orașelor Târguri | preliminarii 3 | Club Atlético de Madrid  | 1 – 0   | 0 – 2    |       |
| 1965-1966 | Cupa Orașelor Târguri | preliminarii   | NK Zagreb                | 1 – 0   | 0 – 2    |       |
| 1966-1967 | Cupa Orașelor Târguri | șaisprezecimi  | 1. FC Lokomotive Leipzig | 0 – 0   | 1 – 2    |       |
| 1967-1968 | Cupa Orașelor Târguri | șaisprezecimi  | PAOK FC Salonic          | 2 – 0   | 3 – 2    |       |
| 1967-1968 | Cupa Orașelor Târguri | optimi         | Dundee FC                | 1 – 3   | 1 – 4    |       |
| 1985-1986 | Cupa UEFA             | preliminarii   | SSW Innsbruck            | 1 – 0   | 3 – 1    |       |
| 1985-1986 | Cupa UEFA             | șaisprezecimi  | Athletic Club de Bilbao  | 0 – 1   | 1 – 3    |       |
| 1988-1989 | Cupa UEFA             | preliminarii   | Union Luxembourg         | 7 – 1   | 4 – 0    |       |
| 1988-1989 | Cupa UEFA             | șaisprezecimi  | SL Benfica Lisabona      | 2 – 1   | 1 – 1    |       |
| 1988-1989 | Cupa UEFA             | optimi         | Juventus FC Torino       | 0 – 1   | 0 – 1    |       |
| 1989-1990 | Cupa UEFA             | preliminarii   | Íþróttabandalag Akraness | 2 – 0   | 4 – 1    |       |
| 1989-1990 | Cupa UEFA             | șaisprezecimi  | Hibernian FC Edinburgh   | 0 – 0   | 1 – 0    |       |
| 1989-1990 | Cupa UEFA             | optimi         | SK Rapid Viena           | 0 – 1   | 3 – 1    |       |
| 1989-1990 | Cupa UEFA             | sferturi       | SV Werder Bremen         | 1 – 4   | 2 – 0    |       |
| 1990-1991 | Cupa Cupelor          | șaisprezecimi  | Viking FK Stavanger      | 7 – 1   | 4 – 0    |       |
| 1990-1991 | Cupa Cupelor          | optimi         | CF Estrela da Amadora    | 2 – 0   | 0 – 1    |       |
| 1990-1991 | Cupa Cupelor          | sferturi       | Juventus FC Torino       | 1 – 3   | 0 – 3    |       |